# Giuseppe Brotzu
Giuseppe Brotzu (Cagliari, 24 de enero de 1895-Cagliari, 8 de abril de 1976) fue un médico, farmacéutico y político italiano, de la isla de Cerdeña.
Se licenció en medicina de la higiene por la Universidad de Siena en 1919, y a partir de 1922 trabajó en el Instituto de Higiene de la Universidad de Siena, dejándolo en 1925 para aceptar un cargo como docente en la Facultad de Medicina y Cirugía de la Universidad de Bolonia. En 1932 fue nombrado profesor en la Universidad de Cagliari, de la que fue rector de 1939 a 1943.
En 1945, junto con su alumno Antonio Spanedda, descubrió una nueva clase de antibiótico, la cefalosporina. De 1946 a 1955 trabajó en el gobierno regional de Cerdeña y luchó por la erradicación de la malaria. Militó en Democracia Cristiana (Italia) (DC), y fue elegido consejero regional a las elecciones regionales de Cerdeña de 1949 y de 1953, y presidente de Cerdeña de 1955 a 1958. Entre 1960 y 1967 fue alcalde de Cagliari.